# Kalyan
Kalyan (tiếng Marathi: कल्याण) là một thành phố ở huyện Thane của Maharashtra, là một nơi giao cắt của tuyến đường ray gần Mumbai, Ấn Độ. Đây là thủ phủ của Kalyan Taluka, một đơn vị hành chính của huyện. Thành phố đã được kết hợp với thị trấn kề bên Dombivli để tạo nên Hội đồng thành phố Kalyan-Dombivli. Thành phố này được xem là một bộ phận của Vùng đô thị Đại Mumbai, cùng với các thành phố Navi Mumbai và Bhiwandi, Thane.